# Mariana BO
Sandra Mariana Borrego Robles, conocida como Mariana BO (Culiacán, Sinaloa; 27 de octubre) es una DJ y productora mexicana que ha fusionado el violín y percusiones en vivo con música electrónica. Logró posicionarse en el puesto #34 de la encuesta realizada en 2022 por la prestigiosa revista DJ Mag.
Mariana BO es una figura clave en la escena techno global, emergiendo como una de las DJs más influyentes y reconocidas de Latinoamérica. 
A lo largo de su carrera, Mariana ha conquistado escenarios de talla internacional como Tomorrowland, Ultra Music Festival Miami, Electric Daisy Carnival (EDC) Vegas-México-China, Daydream Festival Bélgica, Airbeat One Festival Alemania, Parookaville Festival, Sunburn Festival, entre otros. 

## Biografía
Inició su formación musical desde temprana edad, ya que su familia se dedica al arte desde hace varios años. En 2008 ingresó al Instituto Sinaloense de Cultura donde finalizó su carrera como música ejecutante de violín en 2012. Sin embargo, en el 2011 empezó a presentarse como DJ.
En 2017 apareció por primera vez en el Top 100 de DJ de la revista DJ Mag en el puesto #84, debido a que su sencillo “Kalopsia” fue apoyado por Armin van Buuren y fue reconocido como el Year Mix 2017 de Armada Music.
En julio de 2022, Mariana BO se convirtió en la primera mujer mexicana en tocar en el festival Tomorrowland, donde tocó junto al DJ Timmy Trumpet en el escenario principal ante miles de espectadores. Durante su presentación, Mariana fusionó el violín en vivo con música electrónica, deleitando a miles de asistentes y haciendo historia en el festival más grande del mundo de música electrónica. Su éxito en Tomorrowland se suma a su creciente carrera en la música. 
Además, a finales del año, fue nominada por parte de Premio Lo Nuestro en su edición No. 34 como la "DJ del año (2022)". Compitiendo por el galardón junto a grandes estrellas como Deorro, DJ Luian, y más. 
A inicios de 2023, firma junto a Pepsi exclusividad para ser la imagen de la marca Pepsi Black para la campaña "The Ripple Effect" junto a grandes exponentes de la música en México como: The Warning y FMS, en esta campaña la marca buscaba "celebrar a aquellos que se atreven a romper con lo establecido y vivir la vida al máximo". Mariana junto a los demás talentos lanzaron su propia lata edición especial donde se mostraba su logo y el ya reconocido instrumento que la caracteriza (violín).
A finales de 2024, Mariana BO, se posiciona ya como uno de los talentos más cautivadores del movimiento techno global, saltando a la fama con su EP debut, Memento Mori, bajo el sello de "Filth On Acid" (uno de los sellos más reconocidos en la industria del techno): Nos muestra una declaración de poder sónico deslumbrante e inflexible.

## Premios y reconocimientos
- Premio: Sinoalense ejemplar en el mundo, 2020, otorgado por la Secretaría de Economía.[4]
- Lista:100 mujeres más poderosas de México, 2020, Forbes México.[5]
- Spotfy México, imagen de la campaña "EQUAL", 2022, donde se reconoce a las mujeres más destacadas en la música.

### Ranking DJ Mag
| DJ         | 2017 | 2018 | 2019 | 2020 | 2021 | 2022 | 2023 | 2024 |
| ---------- | ---- | ---- | ---- | ---- | ---- | ---- | ---- | ---- |
| Mariana Bo | 84°  | 68°  | 49°  | 44°  | 40°  | 34°  | 43º  | 51º  |

## Discografía
- 2015: Lights & Love (con Melissa Galindo)
- 2016: Kalopsia (con Mino Sady & ZAA)
- 2016: Opium
- 2017: CEIBA
- 2017: Kolkata (con KSHMR)
- 2017: Strings of Life
- 2017: Shed a Tear
- 2018: Cause & Effect (EP)
- 2018: Durga
- 2018: Ciuri Ciuri
- 2018: Olé Olé (EP)
- 2018: Mantra
- 2019: Shankara
- 2019: Mambara
- 2019: Gypsy
- 2020: Feeling Good
- 2020: Red Eagle
- 2020: Queen Of The Desert
- 2021: Drop It
- 2021: Dreams
- 2021: Paris